# Орфография

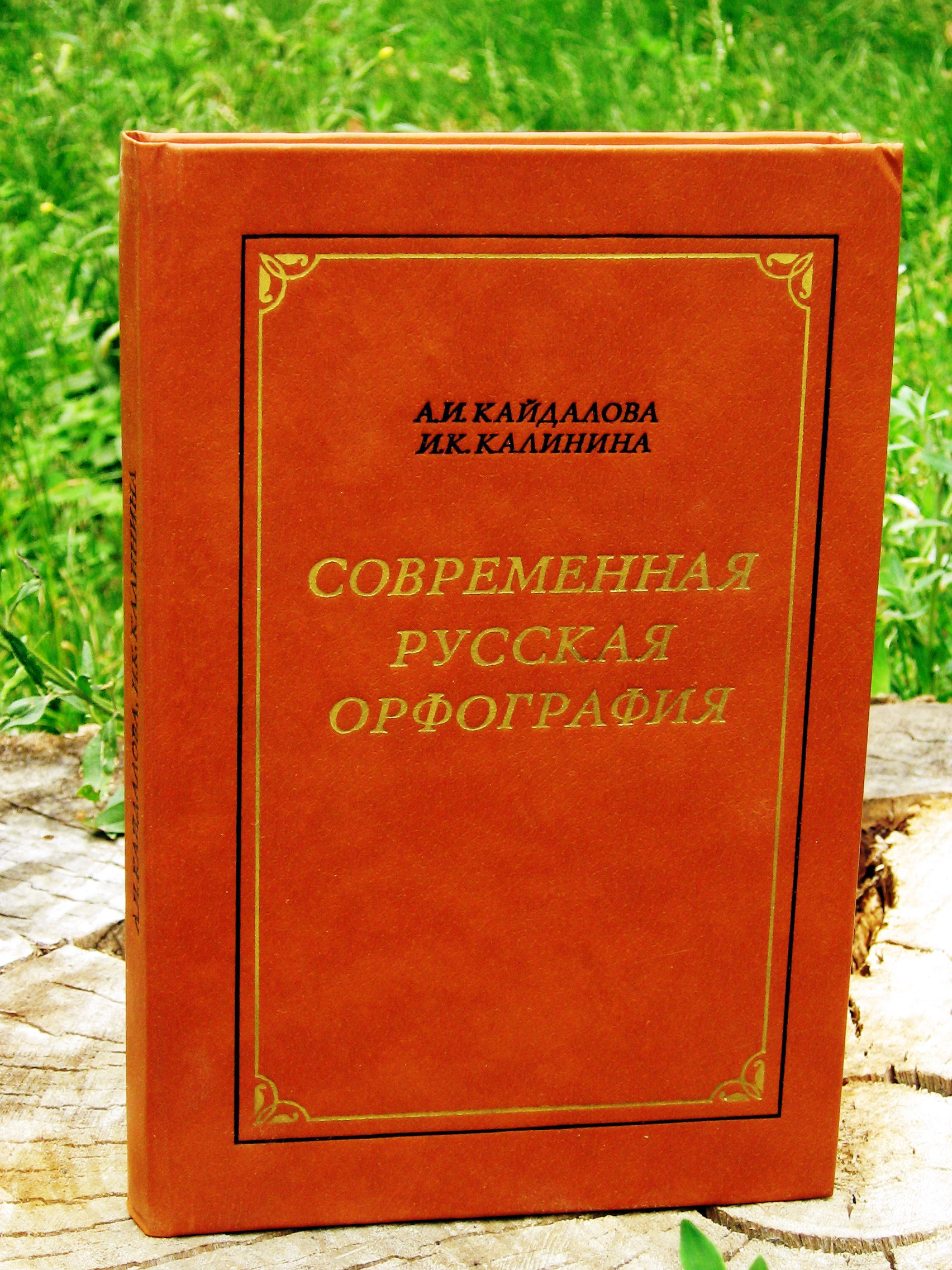
«Современная русская орфография»

Орфогра́фия (др.-греч. ὀρθογραφία [ortʰoɡraˈpʰia], греч. ορθογραφία [oɾθoɣɾaˈfia], от ὀρθός — «прямой, вертикальный, правильный, справедливый», и γράφω — «писать») — единообразие передачи слов и грамматических форм речи на письме, а также изучающий это раздел лингвистики.
Благодаря единообразию написания сглаживаются индивидуальные и диалектные особенности произношения, упрощается взаимопонимание.

## Термин «правописание»
Согласно толковым словарям русского языка, слово правописание означает то же, что слово орфография. Однако существует другая точка зрения, согласно которой правописание включает и пунктуацию.
В «Кратком справочнике по современному русскому языку» даётся следующее определение:

Орфография (от гр. orthos ‘правильный’ и grapho ‘пишу’) буквально означает ‘правописание’, т. е. правильное, соответствующее нормам письмо. Но значения слов орфография и правописание не совпадают: второе слово имеет более широкое значение, включающее пунктуацию.
В предисловии академического справочника «Правила русской орфографии и пунктуации» эта книга характеризуется как справочник по правописанию, например: «Данный справочник по русскому правописанию предназначается для…».
Ещё одним примером того, что в понятие правописания входит не только орфография, но и пунктуация, может служить название «Справочника по правописанию и литературной правке» Д. Э. Розенталя, который включает в себя три раздела — «Орфография», «Пунктуация» и «Литературная правка».

## Принципы построения орфографии

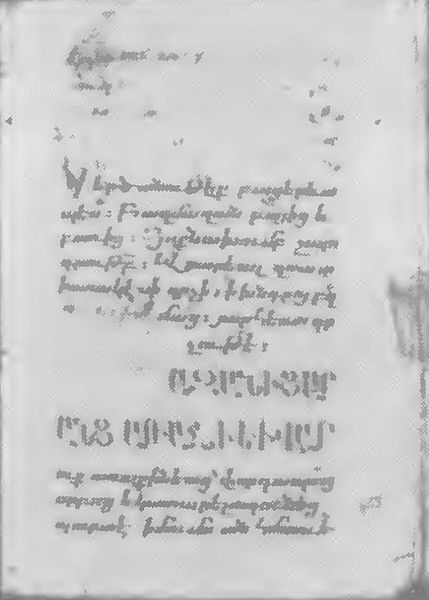
Первый лист орфографического словаря армянского языка Аристакеса Грича, XII век

Так как орфография непосредственно связана с письменностью, то принцип построения орфографии языка складывается преимущественно из-за самого́ появления письменности, а не диктуется языком. Для языков, где письменность древняя и никогда либо очень давно не подвергалась реформе, можно говорить о том, что письмо отражает старое состояние языка и «отстало от жизни» (напр., великий сдвиг гласных в английском языке).

### Фонематический
Принцип орфографии, при котором записываются фонемы.

### Морфологический
Морфема пишется одинаково, независимо от позиционных фонетических изменений, но может по-разному произноситься. Этот принцип является главным в русской орфографии.

### Фонетический
Особенности произношения передаются на письме.
Характерен, например, для белорусского — правда, не полноценно, а также для сербского и грузинского языка — причём абсолютно.

#### Белорусский язык
Кириллическая орфография белорусского языка была введена примерно в 1907 году, до этого единой принятой кириллической орфографии не было.
На письме отражается именно звучание, включая позиционные изменения, независимо от принадлежности звуков морфемам: галава́, гало́вы, галоўка (бел. ) — произношение такое же, как написание. Новые правила белорусской орфографии и пунктуации (от 23 июля 2008 года) стали распространять фонетический принцип на слова всё сильнее: например, Нью-Ёрк вместо Нью-Йорк (многие заимствованные слова и до этого писались с йотированными гласными: маёр, маярат, маянэз, раён).
В белорусском этот принцип отражает ослабление безударных гласных (вместо О и Е пишется А и Я), некоторые явления, связанные с согласными (пишется ЦЦА в тех случаях, где по русской орфографии писалось бы ТСЯ/ТЬСЯ), но не все (напр., звонкие согласные в конце слова оглушаются, но всё равно пишутся буквы, соответствующие звонким).

### Семантический
Характерен для китайского языка.
Написание не предполагает обязательной связи со звучанием, а отражает семантику.
Во вьетнамском языке такой принцип был вначале, затем сменился на фонетический и латиницу (принцип орфографии был заменён в пределах того же языка).

## Орфография по языкам

### Русский язык
Действующими правилами русской орфографии и пунктуации являются правила, утверждённые в 1956 году АН СССР, Министерством высшего образования СССР и Министерством просвещения РСФСР. До 1956 года действовали нормы и правила правописания, которые основывались на Декрете о введении нового правописания 1917 года, а также (как и до революции) на традиции правописания, регулируемой справочными пособиями.

### Английский язык
Как и орфография большинства мировых языков, орфография английского языка имеет широкую степень стандартизации. Однако, в отличие от большинства языков, существует несколько способов написания почти каждой фонемы (звука), и большинство букв также имеют несколько вариантов произношения в зависимости от их положения в слове и контекста. Некоторые орфографические ошибки распространены даже среди носителей языка. Это связано главным образом с большим количеством слов, которые были заимствованны из других языков на протяжении истории английского языка при отсутствии успешных попыток полных реформ правописания. Большинство правил правописания в современном английском языке были получены из фонетического написания разнообразных среднеанглийских языков и, как правило, не отражают звуковые изменения, которые произошли с конца XV века (например, Великий сдвиг гласных). Несмотря на большое количество диалектов английского языка существуют лишь незначительные региональные различия в орфографии английского языка, что облегчает международное общение. С другой стороны, это также усугубляет несоответствие между манерой письма и разговорной речью.

### Башкирский язык
Первые правила орфографии башкирского языка разрабатывались и уточнялись Орфографической комиссией, работавшей в 20-е годы XX века при Уфимском научном центре Академии наук СССР. В 1924 году З. Рамеев составил проект башкирской орфографии для письменности на основе арабского алфавита. Другие варианты правил башкирской орфографии предлагались в 1924 году Г. Вильдановым, Х. Габитовым, Н. Тагировым; в 1925 году Г. Алпаровым. В 1928 году СНК БАССР утвердил башкирскую орфографию, разработанную Г. Давлетшиным и Х. Хабировым. Башкирская орфография на основе латинского алфавита разрабатывалась Комитетом нового башкирского алфавита. В 1930 году Президиум ЦИК БАССР принял правила башкирской на основе фонетических и морфологических принципах. В 1934 году был опубликован проект орфографии на основе кириллицы, подготовленный языковедами «Башкирского комплексного научно-исследовательского института» и обсужденная на Уфимской городской конференции. В 1936 и 1938 годах разрабатывались принципы, утверждённые Указом Президиума ВС БАССР. После перехода на кириллицу в 1939 году Указом Президиума ВС БАССР была утверждена башкирская орфография близкая фонетике и грамматическому строю башкирского языка. В 1950 году была утверждена новая редакция орфографии башкирского литературного языка. В 1981 году Указом Президиума ВС БАССР принят обновленный проект башкирской орфографии.

### Исландский язык
Так как орфография исландского языка основана на этимологическом принципе, сами исландцы испытывают трудности при письме. Орфография древнеисландского языка в манускриптах несколько отличается от современного правописания. Современный исландский алфавит основан на стандарте, внесённом датским филологом Расмусом Раском.

### Испанский язык
Орфография испанского языка развивалась в течение почти 800 лет, начиная с эпохи Альфонса Мудрого, и была стандартизирована под руководством Испанской королевской академии. С момента публикации Орфографии кастильского языка (исп. Ortografía de la lengua castellana) в 1854 году испанская орфография пережила несколько незначительных изменений. Основными принципами испанской орфографии являются фонологический и этимологический, поэтому существует несколько букв, обозначающих одинаковые фонемы. Начиная с XVII века предлагались различные варианты реформы орфографии, которая создала бы однозначное соответствие между графемой и фонемой, но все они были отклонены. Фонетические расхождения между различными диалектами испанского языка делают невозможным создание чисто фонетической орфографии, которая бы адекватно отражала многообразие языка. Большинство современных предложений по реформированию правописания ограничиваются отменой букв-омофонов, которые сохраняются по этимологическим соображениям.